# جاك كيرلي
جاك كيرلي (بالإنجليزية: Jack Curley)‏ هو مسير رياضي أمريكي، ولد في 4 يوليو 1876 في سان فرانسيسكو في الولايات المتحدة، وتوفي في 12 يوليو 1937 في نك الكبرى ‏ في الولايات المتحدة.